# Kup maršala Tita 1953.
Kup maršala Tita 1953., također poznat kao Kup Jugoslavije u nogometu 1953., bila je sedma sezona Kupa Jugoslavije u nogometu nakon Drugog svjetskog rata.

Na samom turniru (u organizaciji Jugoslavenskog nogometnog saveza, a pretkola su organizirali republički savezi), koji je započeo 23. kolovoza i završio 29. studenog 1953., kvalificirala su se 16 člana.
Trofej je osvojio BSK Beograd koji je u finalu svladao splitski Hajduk. Beograđanima je to bio prvi (ukupno drugi, računajući i Kup sedmorice 1934.) naslov u ovom natjecanju.

## Turnir
U osmini finala pobijedili su svi favoriti. Jedino se Partizan mučio protiv Sarajeva, koje je uspio poraziti tek u produžecima s 2:0. U regularnom vremenu utakmica je završila bez golova.

U utakmici protiv Partizana u Beogradu, Dinamo je vodio 5:1, ali je Partizan ipak uspio izjednačiti na 5:5. Budući da je i nakon produžetaka utakmica završila tim rezultatom, Dinamo je boljim izvođenjem jedanaesteraca prošao u polufinale.

Polufinalna utakmica između Dinama i BSK-a bila je neobična. Budući da je prva utakmica završila neriješeno i nakon produžetaka (1:1), pristupilo se izvođenju jedanaesteraca. Prvo se igrala jedna serija, ali je rezultat ostao neriješen, pa se igrala druga serija od pet kaznenih udaraca i ponovno nije bilo pobjednika. Tada je pao mrak i beogradski sudac Tikica Marković prekinuo je izvođenje jedanaesteraca.

Natjecateljska komisija odlučila je da se nastup nastavi 13. studenog, ponovno u Zagrebu. Ni sudac, ni igrači, ni službene osobe nisu znala točna pravila izvođenja jedanaesteraca. Pa, iako je Dinamo tada pobijedio i "postao" finalist, natjecateljska komisija odlučila je da se odigra nova utakmicu 21. studenoga u Zagrebu. BSK je slavio s 2:1 (1:0).

U drugom polufinalnom dvoboju u Splitu sastali su se Hajduk i Crvena zvezda. Crvena zvezda je u prvom poluvremenu postigla dva pogotka, ali je Hajduk u regularnom vremenu uspio izjednačiti na 2:2. U produžetku je Hajduk postigao još dva pogotka i slavio 4:2.

Finalna utakmica odigrana je 29. studenog. BSK je u prvih 17 minuta postigao dva pogotka, a takav rezultat ostao je i do kraja.

## Sudionici
Glavne ekipe ušle su u 1/32 završnice koju još uvijek vode republički savezi. Splitski Hajduk eliminirao Karlovac (3:2) i Orijent (5:0); Partizan je eliminirao Mladost Svetozarevo (11:0) i Borac Čačak (4:3); Crvena zvezda eliminirala je Železničar Niš (7:0) i Zadrugar Srbobran (5:1). Zagrebački Rade Končar dobio je Maksimir 4:0.
Propozicije su promijenjene: samo 16 ekipa sudjeluje u završnom dijelu pod vodstvom FSJ. To su bili sljedeći klubovi:
| rang         | Slovenija         | Hrvatska                                         | Bosna i Hercegovina | Srbija                         | Srbija                                   | Srbija | Crna Gora         | Makedonija          |
| rang         | Slovenija         | Hrvatska                                         | Bosna i Hercegovina | Vojvodina                      | Središnja Srbija                         | Kosovo | Crna Gora         | Makedonija          |
| ------------ | ----------------- | ------------------------------------------------ | ------------------- | ------------------------------ | ---------------------------------------- | ------ | ----------------- | ------------------- |
| 1. rang      | - Odred Ljubljana | - Dinamo Zagreb - Hajduk Split - Proleter Osijek | - Sarajevo          | - Spartak Subotica - Vojvodina | - BSK Beograd - Crvena zvezda - Partizan |        |                   |                     |
| 2. rang      |                   |                                                  | - Velež Mostar      |                                |                                          |        |                   |                     |
| 3. rang      |                   | - Metalac Zagreb                                 |                     |                                |                                          |        | - Sutjeska Nikšić |                     |
| Niži rangovi |                   |                                                  |                     |                                | - BSK Beograd II - Šumadija Beograd      |        |                   | - Vardar Skoplje II |

## Osmina završnice
Utakmice odigrane 23. kolovoza 1953. godine.
| Domaći sastav           |   | Gostujući sastav       | Rezultat    |
| ----------------------- | - | ---------------------- | ----------- |
| Proleter (Osijek)       | – | Vojvodina (Novi Sad)   | 0:1         |
| Hajduk (Split)          | – | Vardar (Skoplje)       | 2:0         |
| Crvena zvezda (Beograd) | – | Velež (Mostar)         | 1:0         |
| Odred (Ljubljana)       | – | BSK II (Beograd)       | 4:0         |
| Partizan (Beograd)      | – | FK Sarajevo (Sarajevo) | 2:0 (prod.) |
| Metalac (Zagreb)        | – | Dinamo (Zagreb)        | 2:4         |
| BSK (Beograd)           | – | Sutjeska (Nikšić)      | 5:1         |
| Spartak (Subotica)      | – | Šumadija (Beograd)     | 5:2         |

## Četvrtzavršnica
Utakmice odigrane 4. listopada 1953. godine.
| Domaći sastav           |   | Gostujući sastav   | Rezultat               | Napomene |
| ----------------------- | - | ------------------ | ---------------------- | -------- |
| Vojvodina (Novi Sad)    | – | Hajduk (Split)     | 1:2                    |          |
| Crvena zvezda (Beograd) | – | Odred (Ljubljana)  | 4:2                    |          |
| Partizan (Beograd)      | – | Dinamo (Zagreb)    | 5:5 (prod.) (7:8 pen.) | [ 8 ]    |
| BSK (Beograd)           | – | Spartak (Subotica) | 3:2                    |          |

## Poluzavršnica
Utakmice odigrane 1. studenog 1953. godine.
| Domaći sastav   |   | Gostujući sastav        | Rezultat    | Napomene           |
| --------------- | - | ----------------------- | ----------- | ------------------ |
| Hajduk (Split)  | – | Crvena zvezda (Beograd) | 4:2 (prod.) |                    |
| Dinamo (Zagreb) | – | BSK (Beograd)           | 1:2         | igralo se tri dana |

## Završnica

### Susret
| 29. studenoga 1953. |             |              |                                                                                |
| BSK Beograd         | 2:0         | Hajduk Split | Stadion JNA, Beograd Broj gledatelja: 50.000 Sudac: Trajko Ivanovski (Skoplje) |
| Antić 5' Panić 17'  | (izvještaj) |              | Stadion JNA, Beograd Broj gledatelja: 50.000 Sudac: Trajko Ivanovski (Skoplje) |

| BSK BEOGRAD:       |   |                      |  |
|                    |   |                      |  |
| G                  | 1 | Petar Radenković     |  |
|                    |   | Zdravko Juričko      |  |
|                    |   | Nikola Radović       |  |
|                    |   | Lazar Tasić          |  |
|                    |   | Vojislav Vidić       |  |
|                    |   | Sreten Davidović     |  |
|                    |   | Aleksandar Panić     |  |
|                    |   | Sava Antić           |  |
|                    |   | Predrag Marković     |  |
|                    |   | Tomislav Kaloperović |  |
|                    |   | Zoran Prljinčević    |  |
| Trener:            |   |                      |  |
| Blagoje Marjanović |   |                      |  |

| HAJDUK SPLIT: |   |                   |  |
|               |   |                   |  |
| G             | 1 | Vladimir Beara    |  |
| B             |   | Svemir Delić      |  |
| B             |   | Davor Grčić       |  |
| B             |   | Božo Broketa      |  |
| B             |   | Lenko Grčić       |  |
| V             |   | Slavko Luštica    |  |
| V             |   | Krešimir Arapović |  |
| V             |   | Božidar Senčar    |  |
| N             |   | Bernard Vukas     |  |
| N             |   | Frane Matošić     |  |
| N             |   | Joško Vidošević   |  |
| Trener:       |   |                   |  |
| Jozo Matošić  |   |                   |  |

## Poveznice
- Prva savezna liga 1953./54.
- Druga savezna liga 1953./54.
- 3. ligaški rang 1953./54.

## Vanjske poveznice
- RSSSF
- Jugoslavija - Detalji finala Kupa 1947.-2001
- exyufudbal.in.rs
- lavkup.com